# I Wanna Dance with Somebody (pel·lícula)
I Wanna Dance with Somebody és una pel·lícula de drama musical biogràfic basada en la vida de la icona del pop estatunidenca Whitney Houston. La pel·lícula és dirigida per Kasi Lemmons i escrita per Anthony McCarten, amb l'antic productor discogràfic de Houston Clive Davis també actuant com a productor de la pel·lícula. És protagonitzada per Naomi Ackie com a Houston i Stanley Tucci com Davis, juntament amb Ashton Sanders, Tamara Tunie, Nafessa Williams i Clarke Peters en papers secundaris. S'ha subtitulat al català.
I Wanna Dance with Somebody es va estrenar el 23 de desembre de 2022 per Sony Pictures.

## Repartiment
- Naomi Ackie com Whitney Houston
- Stanley Tucci com a Clive Davis, el productor discogràfic de Whitney
- Ashton Sanders com a Bobby Brown, el marit de Whitney
- Tamara Tunie com a Cissy Houston, la mare de Whitney
- Nafessa Williams com a Robyn Crawford, amiga i ajudant de Whitney
- Clarke Peters com a John Houston, el pare de Whitney